# Guerra greco-turca (1897)
La Guerra greco-turca, chiamata anche come Guerra dei trenta giorni, per la durata dei combattimenti, è stato un conflitto armato combattuto nel 1897 tra il Regno di Grecia e l'Impero ottomano; il casus belli è da ricercarsi nello status dell'isola di Creta, dove era scoppiata nello stesso anno un'ulteriore rivolta, ovvero di provincia turca in cui però da lungo tempo la maggioranza greca, e cristiana, della popolazione cercava l'unione con la madrepatria ellenica. L'inizio del conflitto, da porre in data 19 aprile, in realtà può essere anticipato alla fine di gennaio quando un spedizione greca a Creta, che innescò poi la rottura delle relazioni diplomatiche tra la Grecia e la Turchia in primavera.
La guerra finì con il cessate il fuoco il 20 maggio e terminò formalmente con la firma del Trattato di Costantinopoli, siglato nel dicembre dello stesso anno. Nonostante la pesante e probabilmente più che prevedibile sconfitta per la Grecia, grazie all'intervento delle Grandi Potenze, il conflitto portò alla nascita di uno stato cretese autonomo, sia pure ancora formalmente sotto la sovranità turca. Considerata la sproporzione delle forze impiegate dalle due nazioni e degli armamenti, a tutto vantaggio dell'impero turco, a sostegno della Grecia intervennero numerosi volontari provenienti da altre nazioni, tra cui l'Italia, dalla quale provenivano i garibaldini guidati da Ricciotti Garibaldi e una piccola legione di volontari napoletani, tra i quali Arturo Labriola, futuro ministro e prosindaco di Napoli, guidati da Amilcare Cipriani. Tra gli episodi bellici è rimasta celebre la decisiva battaglia di Domokos, tenutasi tra il 16 ed il 17 maggio, anche per il gran numero di caduti italiani, come il deputato Antonio Fratti.

## Contesto

I confini del Regno di Grecia nel 1890.

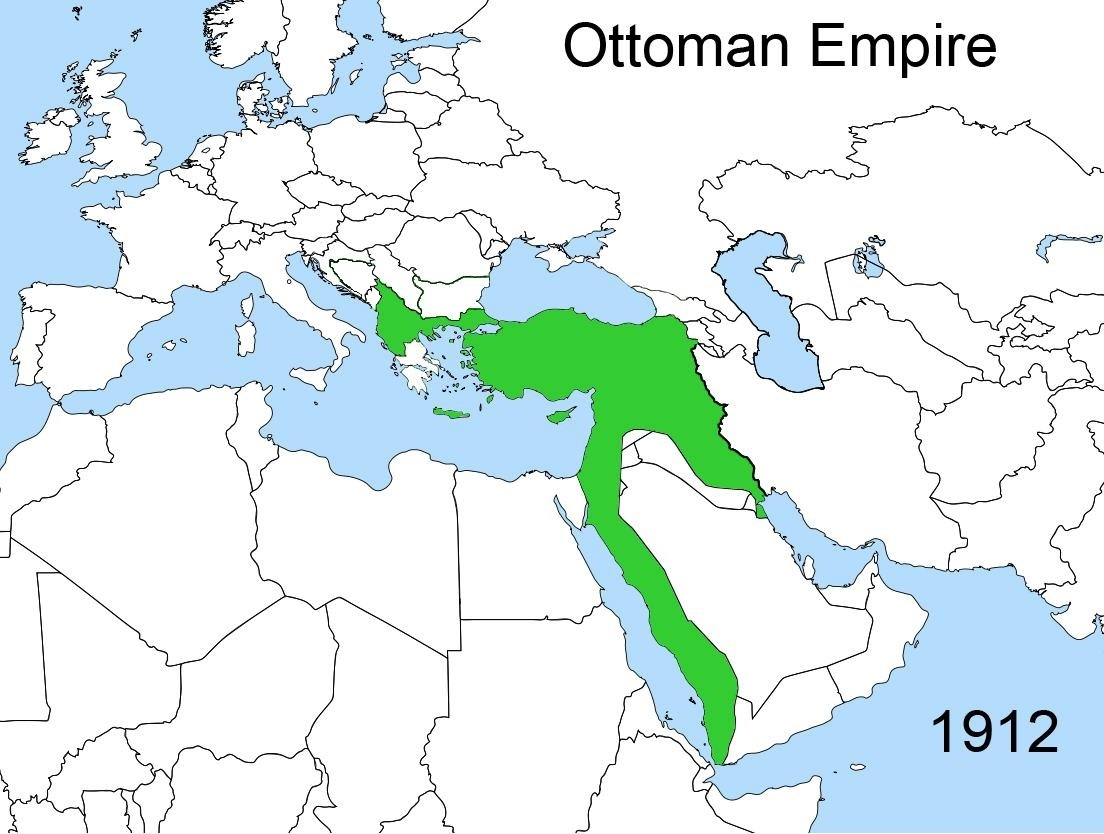
Mappa che raffigura le terre dell'Impero ottomano al tempo della guerra, 1897.

Nel 1878 si tenne il Congresso di Berlino che vide una grande riforma territoriale ed amministrativa dei Balcani; in questo contesto, l'Impero ottomano firmò il Patto di Halepa, che avrebbe concesso all'isola di Creta un'ampia autonomia, un proprio governatore generale con un mandato di cinque anni. I commissari ottomani, tuttavia, ignorarono ripetutamente la convenzione, provocando tre rivolte consecutive tra il 1885 ed il 1889. Nel 1894, il sultano Abdul Hamid II riconfermò Alexander Karatheodori Pasha quale governatore di Creta, ma l'attuazione dell'accordo incontrò la furia della popolazione musulmana dell'isola e portò a nuovi scontri tra le comunità greca e musulmana nel 1896. Per sedare i disordini, giunsero rinforzi militari ottomani, mentre volontari greci sbarcarono sull'isola per sostenere la popolazione ellenica. Contemporaneamente, le flotte delle maggiori potenze pattugliavano le acque cretesi, provocando un'ulteriore escalation. Tuttavia, fu raggiunto un accordo con il sultano e le tensioni si allentarono. Nel gennaio del 1897, scoppiarono violenze intercomunitarie mentre entrambe le parti cercavano di consolidare il proprio potere. Il quartiere cristiano di Chania fu incendiato e molti fuggirono sulla flotta straniera ancorata fuori città. I rivoluzionari cretesi dichiararono la loro lotta per l'indipendenza e l'unione con la Grecia. Il primo ministro greco Theodōros Dīligiannīs fu duramente criticato dal suo avversario Dimitrios Rallis per la sua presunta incapacità di gestire la questione. Le continue manifestazioni ad Atene accusarono re Giorgio I di Grecia e il governo di tradire la causa cretese. La Società Nazionale, un'organizzazione nazionalista e militarista che si era infiltrata a tutti i livelli dell'esercito e della burocrazia, spinse per un confronto immediato con gli ottomani.

## Eventi bellici

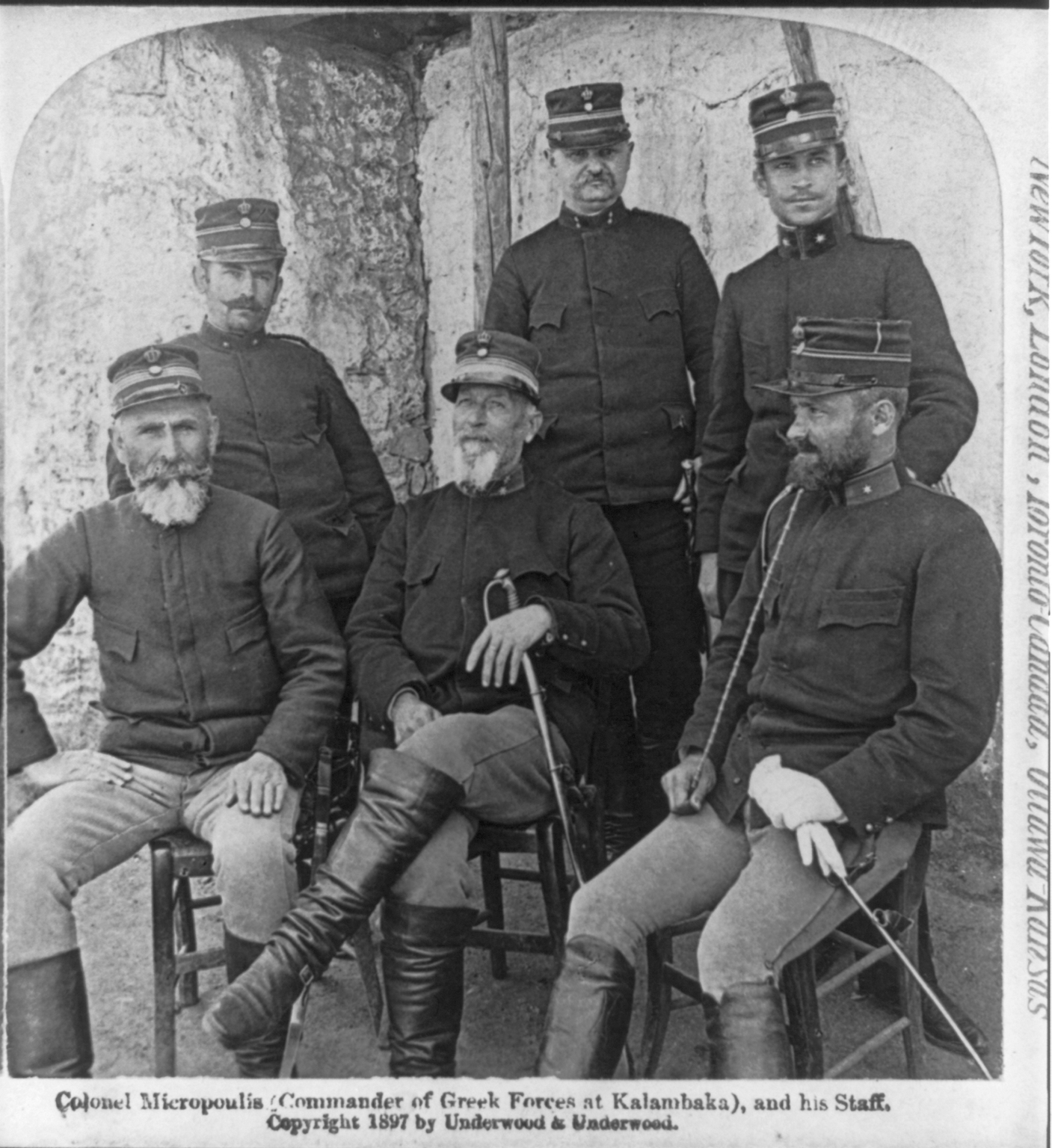
Gruppo di ufficiali dell'esercito greco.

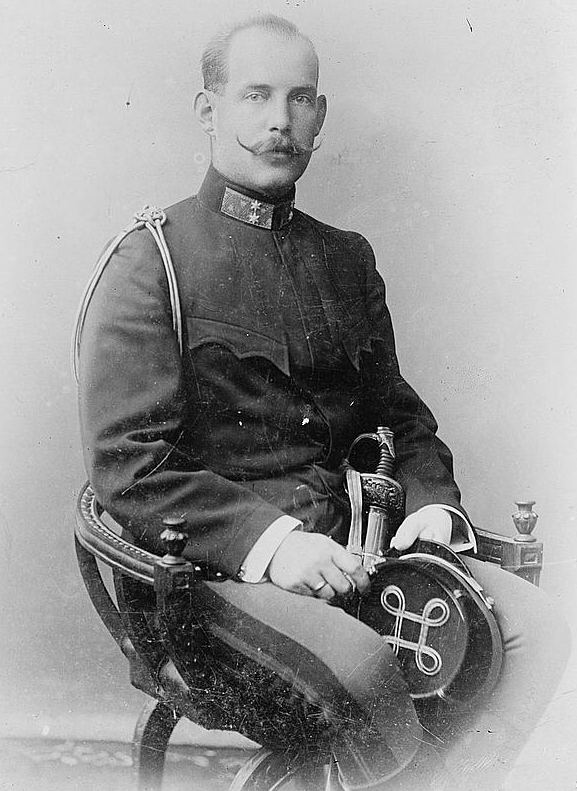
Il principe Costantino di Grecia.

Il 6 febbraio 1897 (secondo il moderno calendario gregoriano; era il 25 gennaio 1897 secondo il calendario giuliano, allora in uso in Grecia e nell'Impero ottomano, che nel XIX secolo era 12 giorni indietro rispetto al gregoriano), con il pretesto di proteggere la popolazione cristiana, approdarono a Creta le prime truppe greche che proclamarono l'unione dell'isola con la Grecia. L'Europa, tuttavia, non approvava le azioni greche, e Austria-Ungheria, Francia, Germania, Italia, Russia e Regno Unito avevano già schierato navi da guerra nelle acque cretesi per formare uno "squadrone internazionale" per intervenire e mantenere la pace a Creta, e avevano diffidato il principe Giorgio, ex governatore di Creta, dal prendere parte alle ostilità; il principe greco tornò in patria il giorno seguente. Tuttavia, il 14 febbraio (2 febbraio secondo il calendario giuliano), navi da trasporto sbarcarono due battaglioni dell'esercito greco al comando del colonnello Timoleone Vassos a Platanias, a ovest di La Canea. Sia i greci che i cretesi non demordevano; giornate di solidarietà furono organizzate dalla popolazione francese a favore delle genti cretesi e greche, le quali si erano apertamente opposte all'autorità turca. Di conseguenza, i cretesi cristiani andarono in esilio sulle montagne o in Grecia. Le abitazioni urbane dei cristiani furono occupate dalla popolazione musulmana sotto la protezione di potenze straniere. Entro il 15 marzo, l'esercito ottomano, sostenuto dall'Europa, era pronto a combattere gli insorti ai confini macedoni. Le relazioni diplomatiche tra Turchia e Grecia si erano ufficialmente concluse il 17 aprile, ciò significava guerra. I due eserciti si scontrarono sia in Tessaglia, dove il principe Costantino di Grecia aveva il comando delle forze armate, che nella regione dell'Epiro. Sul primo dei due fronti l'esercito greco era composto da 45.000 uomini, 500 cavalieri e 96 cannoni, mentre l'opposizione era composta da 58.000 uomini, 1.300 cavalieri e 186 cannoni. In Epiro, i greci radunarono più di 16.000 uomini e 40 cannoni contro gli ottomani. Il ponte di Arta fu preso d'assalto dagli ottomani, che furono rapidamente costretti a ritirarsi ed a riorganizzarsi attorno al pendio di Pigadia. Pochi giorni dopo, le truppe greche lo conquistarono, ma le risorse mobilitate non furono sufficienti a sostenere il peso. 

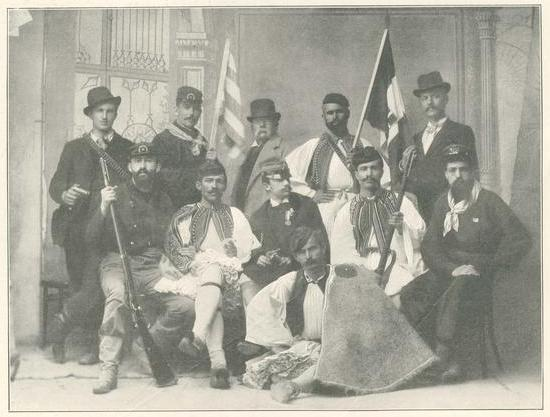
Volontari greci ed italiani garibaldini impegnati nel conflitto contro la Turchia.

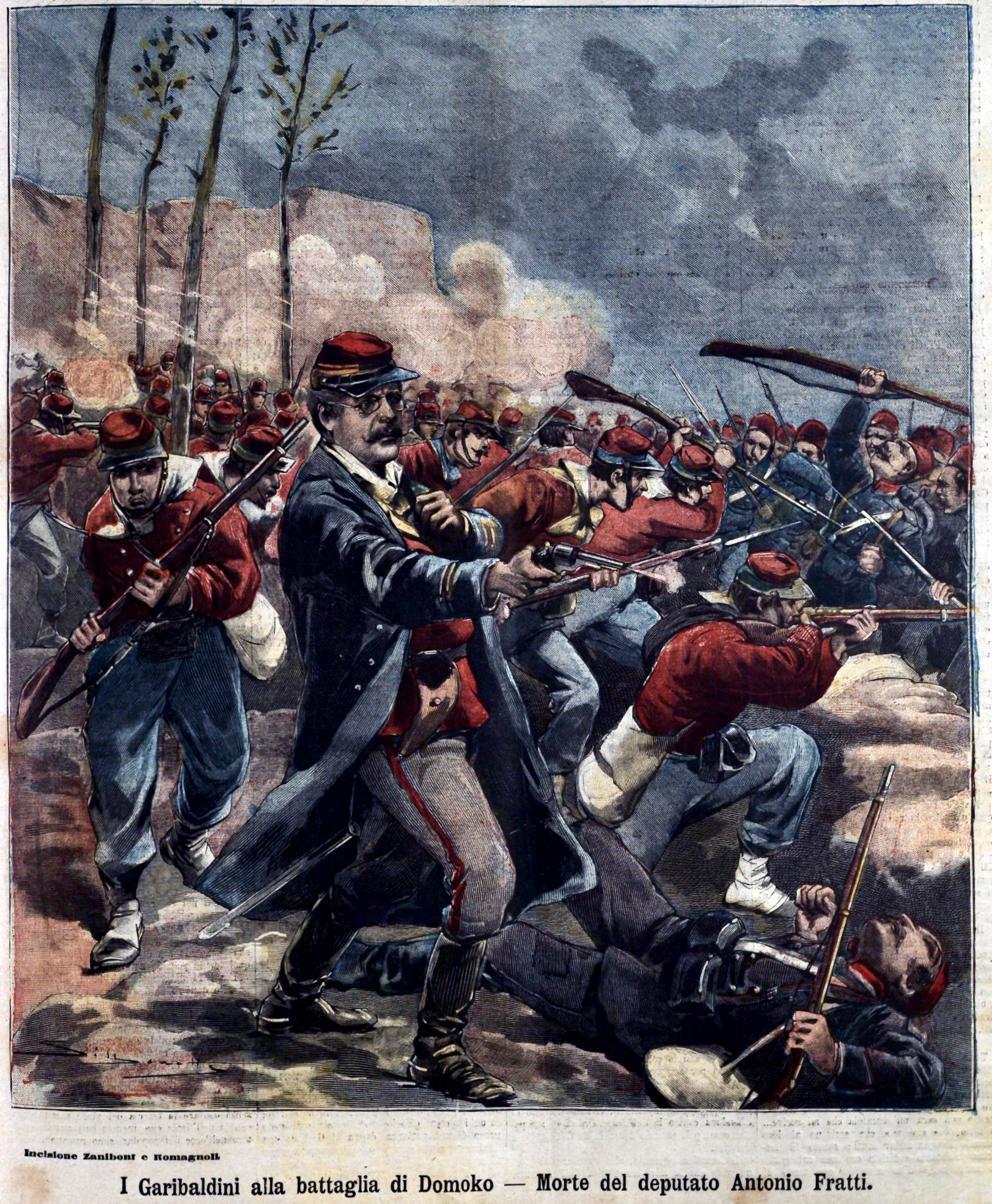
Garibaldini nella battaglia di Domokos.

Durante tutto il conflitto, la situazione sul fronte dell'Epiro rimase invariata, mentre sul fronte della Tessaglia, tra il 21 e il 22 aprile, scoppiarono pesanti combattimenti nei pressi della città di Tyrnavos. L'esercito greco era composto da 40.000 uomini al confine di Larissa, ma i soldati ottomani erano riusciti a respingere l'offensiva il 27 aprile. Tuttavia, l'opposizione greca fu nuovamente organizzata a sud, tra Velestino e Farsala. Il 5 maggio, dopo che i greci erano riusciti a fermare i nemici, le forze ottomane attaccarono Farsala e Velestino, costringendo le truppe greche a ritirarsi a Domokos, dove si combatté un'ulteriore battaglia. Durante questo attacco vittorioso, il porto di Volos fu conquistato dalle truppe turche. I greci, serviti di 40.000 uomini, erano pronti ad affrontare 45.000 soldati ottomani. Tuttavia, il 17 maggio, le truppe greche furono sconfitte e una nuova offensiva fu organizzata intorno ad Atene. Esasperato dalla situazione, lo zar Nicola II di Russia chiese al sultano Abdul Hamid II un cessate il fuoco il 19 maggio, che entrò in vigore il giorno dopo. A sostegno della Grecia intervennero numerosi volontari provenienti da altre nazioni, tra cui l'Italia, dalla quale provenivano i garibaldini guidati da Ricciotti Garibaldi. Tra gli episodi bellici è rimasta celebre la decisiva battaglia di Domokos, tenutasi tra il 16 ed il 17 maggio, anche per il gran numero di caduti italiani, come il deputato Antonio Fratti. Oltre agli italiani, accorsero anche alcuni volontari armeni, raduani dal Partito Hunchakiano che organizzò un gruppo di 600 volontari armeni, sotto il comando di Nshan Mirakyan, che partecipò attivamente alle ostilità. Il 4 dicembre 1897 venne firmato tra le due parti il trattato di Costantinopoli: la Grecia avrebbe dovuto cedere le aree di confine in Tessaglia e pagare pesanti riparazioni. A Creta, le rivolte continuarono fino al 1898, portando all'espulsione delle forze ottomane da parte delle Grandi Potenze, in particolare degli inglesi. L'annessione dell'isola alla Grecia, che non aveva avuto successo, aveva aperto la strada però alla creazione dello stato autonomo cretese, sotto la sovranità dell'Impero ottomano. Durante tutto il conflitto, la Croce Rossa greca aveva dispiegato un significativo aiuto medico per soccorrere i feriti di guerra. Tuttavia, fu istituito uno squadrone internazionale per imporre un blocco alla Grecia e impedire l'invio di risorse dal continente all'isola.